# 東邦丸
東邦丸（とうほうまる）とは
1. 日本の商船の名前のひとつ。
2. 1.のうち、かつて飯野商事（飯野海運）が所有し、運航していたタンカーの初代。本項で記述。
3. 1.のうち、かつて飯野海運が所有していたタンカーの二代。本項で記述。
4. 1.のうち、かつて飯野海運が所有していたタンカーの三代。飯野海運所属船としては四代目。1982年（昭和57年）、釜山にて解体[1]。
5. 1.のうち、かつて飯野海運が所有していた1948年（昭和23年）建造の2,024トンの貨物船。飯野海運所属船としては三代目。1966年売却[2]。

## 東邦丸・初代
飯野商事は飯野商会時代の1902年（明治35年）以降、日本海軍向けの燃料や人員提供を請け負っていた。大正時代の後半からは海軍向けの石油輸送業務も手がけ、特務艦「野間」の払い下げなどを受けて、タンカー運航を幅広く行うようになった。1929年6月に公布された優秀油槽船保護政策は飯野商事にとってよい機会となり、1934年（昭和9年）竣工の「富士山丸」（初代）（9,527トン）を皮切りに、「東亜丸」（10,052トン）、「極東丸」（10,051トン）と大型タンカーを次々と整備していった。初代の「東邦丸」は第一次船舶改善助成施設により建造された「東亜丸」と「極東丸」とは違い、飯野商事の自己資金調達船として川崎造船所に発注され、1936年（昭和11年）12月24日に竣工。竣工後は姉妹船とともにアメリカ西海岸からの石油輸送に従事した。
1941年（昭和16年）8月20日付で日本海軍に徴傭され、1ヵ月後の9月20日付で特設運送船（給油）として入籍し、同日から10月3日まで三菱横浜造船所で艤装工事が行われた。「日本丸」（山下汽船、9,971トン）、「東栄丸」（日東汽船、10,020トン）とともに連合艦隊に属して第二補給隊を編成。宿毛湾などでの猛訓練の後、第一航空艦隊（南雲忠一中将・海軍兵学校36期）に編入され、択捉島単冠湾から出港し真珠湾攻撃に参加した。1942年（昭和17年）に入ると、第一機動部隊との行動のほかにMO機動部隊（高木武雄少将・海兵39期）の補給部隊として行動する。4月30日にトラック諸島を出撃して会合点に向かった後、ショートランドと会合点の間を何度か行き来しつつMO機動部隊の艦艇への補給を行った。MO機動部隊は珊瑚海海戦を戦って戦術的には勝利したものの、損害の大きさにポートモレスビー攻略という当初の作戦目標を放棄せざるを得なかった。5月16日、「東邦丸」は一連の支援を終えてトラックに帰投した。横須賀に回航された後、再び第一航空艦隊の補給部隊に配属され、ミッドウェー海戦に参加。ミッドウェー海戦に敗れた後は北方部隊に転じて、第二機動部隊（角田覚治少将・海兵39期）の補給部隊となる。第二次ソロモン海戦にも参加して、「東栄丸」とともに第三艦隊（南雲忠一中将）への補給を行った。その後は南方の産油地と日本海軍拠点との間の燃料輸送に従事した。
1943年（昭和18年）3月29日未明、昭南（シンガポール）に向かうためマカッサル海峡を単船で南下中の「東邦丸」は、北緯00度00分00秒 東経118度18分30秒 / 北緯0.00000度 東経118.30833度の地点に差し掛かった所で、アメリカ潜水艦「ガジョン」 (USS Gudgeon, SS-211) に発見される。「東邦丸」は2門の備砲をもって、浮上したままの「ガジョン」に対して先制攻撃を行い、砲弾は「ガジョン」からわずか50ヤード離れたところに少なくとも2発は落下したと記録された。2時33分、「ガジョン」は浮上したまま魚雷を3本発射した後、間もなく潜航して様子をうかがった。やがて2本の魚雷が命中して「東邦丸」は航行不能となるも、沈む気配は見せなかった。1時間後、「ガジョン」は4本目の魚雷を発射して船橋下に命中させたが、「東邦丸」の様子はさほど変わらなかった。そこで、二度目の攻撃から約30分後に5本目の魚雷を発射して命中させ、「ガジョン」が浮上してから15分後に「東邦丸」は沈没した。5月1日に除籍および解傭。

### 監督官
監督官
1. 新美和貴 大佐：1941年9月20日[24] - 1942年11月26日[25]
2. 中里隆治 大佐：1942年11月26日[26] -

## 東邦丸・二代
太平洋戦争に入ると戦時標準船が制定された。飯野海運も例外ではなかったが、飯野海運が所有した戦時標準船25隻はタンカー運航会社としての実績が考慮されたのか、全てタンカーであった。このうち、大型のTL型は1TL型と2TL型合わせて9隻が割り当てられた。そのうちの6隻は上記の「東邦丸」にあやかって全て「邦」の字が入った船名が付けられ、残る3隻は、戦前に所有していた大型タンカーのうち、その時点で喪失していたタンカーの名前が付けられた。二代の「東邦丸」はその1隻であり、他は「東亜丸」（1TL型）と「富士山丸」（2TL型）である。二代の「東邦丸」は三菱重工業長崎造船所で建造され、1944年（昭和19年）5月15日に竣工した。建造日数は122日で、内訳は起工から進水までの日数が87日、艤装工事日数が35日である。
竣工後、ただちに南方からの石油輸送に投入される。わずか2週間後の5月29日には、門司出航のヒ65船団に加入して昭南に向かった。ヒ65船団は6月2日に火焼島近海でアメリカ潜水艦「ギターロ」 (USS Guitarro, SS-363) の攻撃により海防艦「淡路」が沈没し、陸軍輸送船「有馬山丸」（三井船舶、8,697トン）と陸軍特殊船「神州丸」が回避行動中に衝突するという被害を受けたが、「東邦丸」は被害なく6月11日に昭南に到着した。帰途はヒ68船団に加入。ヒ68船団は7月20日にマニラに寄港して加入船の顔ぶれを一部改めた上で7月23日に出港。11.5ノットの速力で北上したが、7月25日に至ってアメリカ潜水艦「アングラー」 (USS Angler, SS-240) 、「フラッシャー」 (USS Flasher, SS-249) および「クレヴァル」 (USS Crevalle, SS-291) からなるウルフパックの攻撃を受ける。この攻撃で陸軍輸送船「安芸丸」（日本郵船、11,409トン）および「東山丸」（大阪商船、8,666トン）、2TM型タンカー「大鳥山丸」（三井船舶、5,280トン）が沈没して特設運送艦「聖川丸」（川崎汽船、6,862トン）が損傷するという被害に見舞われたが、この航海でも「東邦丸」は無事で8月3日に門司に到着した。以後、ヒ73船団で南下し、10月2日昭南出港のヒ76船団には馬公まで加入した。その後は再び昭南に向かい、11月27日昭南出港のシサ30船団に加入して、11月30日にサイゴン港外に到着している。
戦況日に日に厳しくなり、1945年（昭和20年）1月に入るとアメリカ第38任務部隊（ジョン・S・マケイン・シニア中将）が南シナ海に侵入し、ヒ86船団を初めとする輸送船団やサイゴンなどのインドシナ半島各地の港湾、および香港などに在泊の商船などを片っ端から攻撃して、南方からの還送ルートを根絶やしにしつつあった。そこで1月20日付で「南号作戦」が発令され、特攻的な強行輸送を行うこととなった。「東邦丸」も南号作戦に従事するため、1月29日門司出航のヒ93船団で昭南に向かった。中国大陸沿いを南下し、2月6日夜にバンフォン湾に仮泊して翌2月7日朝に航行を再開、昭南へと急いだが、北緯11度53分 東経109度22分 / 北緯11.883度 東経109.367度のカムラン湾口に差し掛かった10時50分頃、アメリカ潜水艦「バーゴール」 (USS Bergall, SS-320) の攻撃を受けた。「バーゴール」は船団右側方から攻撃し、発射した魚雷のうち2本が「東邦丸」の左舷船首と船倉に命中。「東邦丸」は沈没を免れたが大破した。他の魚雷のうち1本は第53号海防艦の艦底を通過したところで爆発し、その衝撃で第53号海防艦のタンクが破壊され炎上し艦体は切断、沈没した。ヒ93船団はカムラン湾に逃げ込み、事態が収まるのを待って出航。2月9日、ヒ93船団はサンジャックに到着。ここで、「東邦丸」と入港直前に触雷した第61号海防艦はサンジャックに残留となった。サンジャックに残された「東邦丸」は応急修理の末、自力で昭南に到着して大修理を行った。
修理後は細々と残ったインドシナ半島への輸送に従事する。その内情は、昭南からは重油をインドシナ方面へ、インドシナ方面からは米を昭南へ輸送するというものだった。「東邦丸」は駆逐艦「神風」と第四号掃海艇の護衛でインドシナ半島南西部のハッチェンに向かうこととなった。6月15日、船団が北緯09度25分 東経99度54分 / 北緯9.417度 東経99.900度のサムイ島近海で燃料を補給中、アメリカ第10空軍のB-24 の波状攻撃を受けた。この攻撃で「東邦丸」は油槽に命中弾を受けて火災を起こした。燃料を搭載していたため消火作業もままならず、17時になって総員退船が令されて放棄され、「東邦丸」は炎上しながら沈没。「神風」は「東邦丸」の生存者を救助して昭南に帰投した。竣工後396日目での沈没だったが、これは2TL型の中で戦後残存船を除くと最も長命な記録であった。

## 同型船
川崎型油槽船
- 東亜丸（初代）（飯野海運）
- 極東丸/旭東丸/かりほるにあ丸（飯野海運/日本油槽船）
- 建川丸（川崎汽船）
- 日本丸（山下汽船）
- 玄洋丸（浅野物産）
- 厳島丸（日本水産）
- 日栄丸（日東汽船）
- 東栄丸（日東汽船）
- 国洋丸（国洋汽船）
- 健洋丸（国洋汽船）
- 神国丸（神戸桟橋）
- 久栄丸（日東汽船）

戦時標準船2TL型
- あかね丸（石原汽船）
- 天栄丸（日東汽船）
- 仁栄丸（日東汽船）
- 太栄丸（日東汽船）
- 光栄丸（日東汽船）
- はりま丸（石原汽船）
- せりあ丸（三菱汽船/日本油槽船）（南号作戦成功）
- ありた丸（石原汽船）
- 富士山丸（二代）（飯野海運）（南号作戦成功）
- 大邦丸（飯野海運）
- あまと丸（石原汽船）
- さばん丸（三菱汽船/乾汽船）[48]
- 海邦丸（飯野海運）
- 宗像丸（昭和タンカー）
- 玉栄丸（日東汽船/日本水産）
- 松島丸（日本海洋漁業）
- 極運丸（極洋捕鯨）
- 明石丸（西大洋漁業）
- 光島丸（三菱汽船）（南号作戦成功）
- 第二建川丸（川崎汽船）
- 東城丸（大連汽船）（南号作戦成功）
- 瑞雲丸（岡田商船）（特TL型）[49]
- 山汐丸（山下汽船）（特TL型）
- 雄洋丸（浅野物産/森田汽船）
- 勝邦丸（飯野海運）
- 忠栄丸（日東汽船）
- 千曲丸（日本郵船）
- 富島丸（三菱汽船）（戦後竣工も運輸省に売却、沈船防波堤となる）[50]
- 大杉丸（大阪商船）（戦後竣工も運輸省に売却、沈船防波堤となる）[51]
- 千種丸（日本郵船/大洋漁業）（特TL型・戦後竣工）
- 第三八紘丸（共同企業）（未成）
- 大櫻丸（未成）
- 未命名（未成）[52]